# Каптейн b
Каптейн b — спорная экзопланета (тёплая суперземля, хотя не исключен вариант нептуна или газового карлика) у звезды Каптейна, субкарлика, удалённого от Земли на расстояние около 13 световых лет (3,91 парсек) в направлении созвездия Живописца. Наряду с Каптейн c, одна из двух возможных экзопланет в системе. По состоянию на 2014 год являлась старейшей среди обнаруженных на тот момент потенциально жизнепригодных экзопланет. Возраст оценивается в 11,5 млрд лет, что делает экзопланету всего на 2 млрд лет моложе Вселенной.

## Обнаружение планетной системы
Материнская звезда была обнаружена ещё в XIX веке голландским астрономом Якобусом Корнелиусом Каптейном. Звезда имеет видимую звездную величину mV 8,853, что допускает её наблюдение даже с помощью любительского телескопа с малой апертурой.

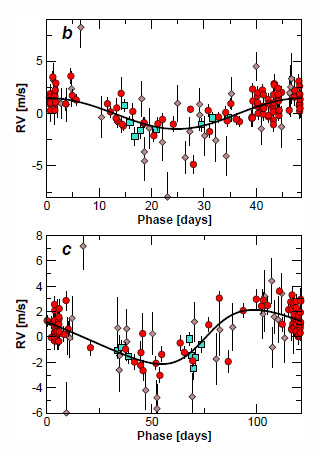
Фазовые кривые внутренней (вверху) и внешней (внизу) планет Каптейна.

Звезда Каптейна - древний субкарлик спектрального класса sdМ1 с очень низким содержанием тяжелых элементов. Их примерно в 7,8 раз меньше чем на Солнце. В 2003 году радиус звезды Каптейна был прямо измерен интерферометром и составил 0,291 ± 0,025 солнечных радиусов. Масса звезды оценивается в 0,281 ± 0,014 солнечных масс, возраст превышает 8 млрд. лет.
Звезда Каптейна - ближайшая к Солнцу звезда гало Галактики, сейчас она случайно пролетает сквозь галактический диск, но потом уйдет из него. Она движется относительно Солнца с очень высокой пространственной скоростью, достигающей 318 км/с, с одной стороны, удаляясь от нас со скоростью 245,2 ± 0,1 км/с, а с другой, перемещаясь поперек луча зрения со скоростью 202,3 км/с. Это приводит к очень большому собственному движению – 8,67 угловых секунд в год. Еще быстрее по небесной сфере движется только звезда Барнарда.
Для поиска экзопланет в системе этой звезды, астрономы использовали спектрометр HARPS (High Accuracy Radial velocity Planet Searcher), принадлежащий Европейской южной обсерватории, а так же HIRES (High Resolution Echelle Spectrometer) в обсерватории Кека на Гавайях и PFS (Planet Finder Spectrograph) на телескопе Магеллан II в Чили. Всего было произведено 104 замера лучевой скорости звезды. Из них 66 на HARPS, 30 на HIRES и 8 на PFS. На графике слева красными окружностями показаны замеры лучевой скорости звезды, полученные на HARPS, серыми ромбами - замеры на HIRES, голубыми квадратами - на PFS. Достаточно высокие погрешности единичных замеров, полученные на HIRES, объясняются тем, что на Гавайях, где расположена обсерватория имени Кека и спектрограф HIRES, звезда Каптейна никогда не поднимается над горизонтом выше 26°.
Измерив незначительные периодические изменения в движении звезды и применив для расшифровки данных метод Доплера, при котором спектр света звезды изменяется в зависимости от её скорости, астрономы пришли к выводу, что полученные данные, демонстрирующие умеренный избыток в изменчивости светимости звезды свидетельствуют о том, что система звезды Каптейна имеет экзопланеты с очень коротким орбитальным периодом. Так же были уточнены некоторые характеристики экзопланет, такие как масса и эксцентриситет.

## Образование планетной системы
В пресс-релизе, опубликованном в журнале «Monthly Notices of the Royal Astronomical Society», авторы исследования отмечают необычную историю формирования системы звезды Каптейна. Она сформировалась в карликовой галактике Омега Центавра, которая была поглощена нашей галактикой Млечный Путь на ранних этапах её существования. В результате звезда Каптейна и её планеты были выброшены на эллиптическую орбиту в галактическом ореоле, области, окружающей диск Млечного Пути. Вероятнее всего остатки карликовой галактики, которая теперь удалена от нас на 18 300 световых лет, содержат сотни тысяч подобных VZ Живописца старых светил. Тот факт, что планетная система выжила после всех этих событий, удивляет. Ученые полагают, что открытие массивных планет—суперземель вокруг ореола звезд содержит важную информацию о процессах планетообразования на начальном этапе зарождения Млечного Пути.

## Планетные характеристики
Класс экзопланеты — теплая суперземля, однако не исключено, что планета является нептуном или газовым карликом (при малом наклонении орбиты к лучу зрения, так как в этом случае истинная масса этой планеты может оказаться гораздо выше минимальной) в обитаемой зоне своей звезды. Класс обитания — психропланета (класс P, холодная планета). Несмотря на то, что экзопланета обращается вокруг материнской звезды на расстоянии 0,168 а. е., что почти вдвое меньше перигелия Меркурия, температура на поверхности ниже температуры поверхности Земли. По некоторым оценкам температура колеблется от −50 °C на ночной стороне до +10 °C на дневной. Это объясняется прежде всего тем, что звезда Каптейна — красный субкарлик. Она испускает света в 250 раз меньше, чем наше Солнце. Но не исключено, что экзопланета может иметь плотную атмосферу, в которой, из-за разницы температур на дневной и ночной стороне, могут возникать сильные ветра, которые будут дуть с освещённой стороны, равномерно распределяя тепло, подобно атмосфере Венеры. Достаточно плотная атмосфера препятствовала бы падению температуры атмосферы ночной стороны ниже точки росы и снижению атмосферного давления, которое в свою очередь могло бы повлечь перемещение воздушных масс на ночную сторону планеты, что привело бы к замерзанию всей атмосферы на ночной стороне. Год на Каптейн b длится 48 земных суток, именно за это время планета совершает полный оборот вокруг своей звезды. Экзопланета может находиться в приливном захвате своей звезды, в таком случае, она всегда будет повернута к ней одной стороной. На сегодняшний день наклон оси вращения Каптейн b малоизвестен, поэтому не исключено, что могут наблюдаться либрации по широте. В этом случае у планеты не будет чёткой линии терминатора.

## Сравнение основных характеристик Каптейн b с планетами Земной группы
| #   | Название  | ESI  | SPH  | HZD   | HZC   | HZA   | pClass            | hClass            | Расстояние (св.лет) | Статус         | Год открытия   |
| --- | --------- | ---- | ---- | ----- | ----- | ----- | ----------------- | ----------------- | ------------------- | -------------- | -------------- |
| N/A | Земля     | 1.00 | 0.72 | -0.50 | -0.31 | -0.52 | теплая земля      | мезопланета       | 0                   | не экзопланета | доисторический |
| N/A | Венера    | 0.78 | 0.00 | -0.93 | -0.28 | 1.37  | теплая земля      | гипертермопланета | 0                   | не экзопланета | доисторическая |
| N/A | Марс      | 0.64 | 0.00 | +0.33 | -0.13 | -1.12 | теплая миниземля  | гипопсихропланета | 0                   | не экзопланета | доисторическая |
| N/A | Меркурий  | 0.39 | 0.00 | -1.46 | -0.52 | -1.37 | горячий меркурий  | малобитаема       | 0                   | не экзопланета | доисторическая |
| N/A | Каптейн b | 0.67 | 0.00 | +0.08 | -0.15 | +0.57 | теплая суперземля | психропланета     | 12.7                | подтверждена   | 2014           |

## Возможность жизни на планете
Индекс ESI (Индекс подобия Земле) составляет 0,67, по этому показателю планета близка к KOI-4005.01 и Kepler-62 f. Многие астробиологи высказывают предположение о том, что экзопланета может быть обитаема, этому способствует и её возраст — 11,5 миллиардов лет, что делает Каптейн b лишь на 2 миллиарда лет моложе нашей Вселенной, и старейшей из известных потенциально обитаемых экзопланет. Именно возраст экзопланеты значительно повышает шанс её обитаемости, ведь возникновение жизни является довольно комплексным процессом, а значит 11,5 миллиардов лет, прошедших с момента образования планеты, должно быть вполне достаточно для формирования если не сложных форм жизни, то по крайней мере микробов.
На сегодняшний день науке известны и более старые экзопланеты. Например, более древней чем Каптейн b является пульсарная планета Мафусаил в двойной системе PSR B1620−26. Астрономы оценивают её возраст в 12,7 млрд лет, однако орбитальные характеристики сводят к минимуму возможность зарождения и способность поддержания жизни на планете.

## Дальнейшее исследование планеты
На данный момент лишь несколько свойств древних экзопланет известны астрономам — масса, орбитальный период и расстояние до нашей планетной системы. В дальнейшем учёные планируют изучить состав атмосфер планет системы звезды Каптейна с использованием современных инструментов. Как заявляет Ричард Нельсон, один из участников исследовательской группы, большой вклад в изучение планеты может внести перспективная орбитальная астрономическая обсерватория PLATO (PLAnetary Transits and Oscillations of stars). По результатам её работы выяснится, имеется ли на поверхности Каптейн b жидкая вода.

## Сомнения в существовании планеты
С момента открытия, существование экзопланеты подвергалось сомнению некоторыми представителями научного сообщества.

### Каптейн b, как артефакт звездной активности
Весной 2015 года группа исследователей во главе с Паулем Робертсоном из центра астробиологии университета штата Пенсильвания пришла к выводу, что экзопланета на самом деле не существует. Когда Робертсон и его группа проанализировали данные HARPS по Каптейн b, им удалось установить скорость вращения звезды. Исследователи выяснили, что орбитальный период предполагаемой планеты подозрительным образом оказался кратным периоду осевого вращения звезды. Орбитальный период предполагаемой планеты составлял 48 суток, что составляет примерно одну треть периода вращения звезды, который составляет 143 дня. Это соответствует выборке звездных пятен с нерегулярными интервалами. Авторы пришли к заключению, что то, что было принято за экзопланету, на самом деле является артефактом звездной активности.

### Опровержение
30 июня 2015 года ведущий автор исследования Гиллем Англада-Эскуде опубликовал статью, в которой заявил, что повторный анализ данных с использованием глобальных методов оптимизации и сравнение моделей наглядно демонстрирует, что претензии по поводу существования второй суперземли в обитаемой зоне безосновательны, учитывая, что выбор периода вращения в 143 дней является неоправданным, а присутствие линейных корреляций не подтверждено данными. Первооткрыватель пришел к выводу, что изменение радиальных скоростей, наблюдаемое у звезды Каптейна, может быть объяснено только наличием двух планет-суперземель. Ученый также выступил за использование глобальных процедур оптимизации и использование объективных аргументов, а не претензий, не имеющих минимальной статистической поддержки.

## Планета Каптейн b в фантастике, кино и играх
Рассказ  «Печальный Каптейн» («Sad Kapteyn») в жанре научной фантастики, написанный англоязычным писателем-фантастом Аластером Рейнольдсом, целиком посвящён экзопланете. Основной целью произведения является поддержка и иллюстрация ключевых элементов отчёта об открытии экзопланеты. История описывает прибытие в систему VZ Живописца межзвёздного робота-исследователя. Приступив к исследованию экзопланеты b, робот обнаруживает, что некогда её населяла цивилизация, намного превосходящая земную по уровню развития. Города покрывают почти всю площадь экзопланеты, видны следы космических лифтов, которые простирались почти до орбиты экзолуны. Робот замечает, что экзопланета испещрена ударными кратерами, размером с континенты Земли. Отсутствует атмосфера. Вероятно, произошла катастрофа планетного масштаба, и обитатели были вынуждены покинуть систему.

## Комментарии
1. ↑  pClass:характеризует обитаемые/потенциально обитаемые планеты в зависимости от их температурной зоны и массы
2. ↑  hClass: характеризует обитаемые/потенциально обитаемые планеты в зависимости от температуры поверхности